# Van Outryve d'Ydewalle
De familie van Outryve d'Ydewalle is een adellijk geslacht met West-Vlaamse wortels.

## Van landbouwer tot edelman
De landbouwersfamilie van Outryve (ook van Houtryve) was in de zeventiende eeuw vooral in Ooigem, Bavikhove en Oostrozebeke gevestigd en had er zich opgewerkt zodat verschillende onder hen tot de aanzienlijken van het dorp en de streek behoorden en ook officiële functies, zoals baljuw of ontvanger bekleedden.
In de achttiende eeuw kwamen enkele telgen uit de familie zich in Brugge vestigen en dreven er een handel in geïmporteerde producten die welvarend werd en ze vermogend maakte. De eerste om dit op een prominente manier te doen en een internationale reputatie te verwerven, was Marie-Anne van Outryve (Ooigem, 1674 - Brugge, 1746) Ongehuwd gebleven, interesseerde ze een paar neven voor haar zaken. Het ging voornamelijk om Augustin van Outryve (Oostrozebeke, 1710 - Brugge, 1795), die vrijgezel bleef en zich helemaal op zijn zaken toelegde.

## Pierre van Outryve
Pierre-François van Outryve (Oostrozebeke, 1703 - Damme, 1749), een broer van Augustin, ging in Damme wonen en er trouwen met Jacqueline de Krijger (1711-1764), de dochter van de plaatselijke smid, landbouwer en schepen van de stad Jan De Krijger. Pierre-François van Outryve stierf jong en de afhandeling van zijn enigszins bezwaarde nalatenschap gebeurde niet zonder problemen. De weduwe kwam met de kinderen naar Brugge wonen, waar ze door de vermogende familieleden van de vorige generatie werden opgevangen en ondersteund. Dit betekende dat ze een uitstekende opvoeding kregen en goede studies konden doen. De ooms die kanunnik waren en vermogend, zagen er op toe. De twee meisjes waren voorbestemd voor vleiende huwelijken.
In 1771 werd Pierre-François, door tussenkomst van zijn schoonzoon Charles Le Bailly de Marloop, postuum in de erfelijke adelstand opgenomen. Dit gold derhalve ook voor zijn kinderen en hun nageslacht.

## De kinderen van Pierre-François van Outryve
- Jean-Jacques van Outryve de Merckem (Damme, 1740 - Brugge, 1815), die de zakenactiviteiten van zijn ooms verder zette en onder meer succes had met zijn vennootschap voor zeeverzekeringen.
  - Zijn enige dochter Françoise-Augustine trouwde met Patrice de Coninck, die een belangrijke rol speelde in het Verenigd Koninkrijk der Nederlanden, als minister van onder meer Binnenlandse Zaken en Buitenlandse Zaken.
- Jean-Georges van Outryve (Damme, 1741 - Brugge, 1819) werd priester, kanunnik en lid van de geestelijke stand in de Raad van Vlaanderen.
- Jeanne-Françoise van Outryve (Damme, 1743 - Brugge, 1768) trouwde met Charles Le Bailly de Marloop, die als voorschepen van Gent de voorzitter was van de Staten van Vlaanderen en aldus de belangrijkste politieke figuur was binnen het graafschap Vlaanderen. Ze overleed jong. Voor Jeanne-Françoise was dit al meteen gelukt toen ze, begiftigd met een mooie bruidsschat, een telg uit een oude adellijke familie trouwde, die het tot aan de top van de hiërarchie in het graafschap Vlaanderen zou brengen. Het was waarschijnlijk ook een huwelijk uit liefde, want de ontroostbare weduwnaar hertrouwde niet, zoals zo vaak gebeurde. Le Bailly wilde aan zijn vrouw eer bewijzen en meteen aan zijn enige zoon een betere stamboom bezorgen, die er van moederskant eerder bescheiden uitzag. Daarom verkreeg hij in 1771 dat men zijn in 1749 overleden schoonvader in de erfelijke adelstand verhief, wat meteen inhield dat niet alleen zijn overleden vrouw, maar ook de vier andere kinderen in de adel werden opgenomen. Dit betekende nog meer aanzien voor elkeen van hen.
- Petronilla van Outryve (Damme, 1748 - Brugge, 1814) trouwde ongelukkig met de losbandige en verkwistende jonkheer Louis-Philippe de Stappens de Harnes (1742-1784). Nadat in 1779 een scheiding van tafel en bed was uitgesproken, ontpopte ze zich tot een schrandere zakenvrouw en een adept van de Verlichting die de Franse Revolutie verwelkomde.
- Emmanuel-Louis van Outryve (1745-1827), die de naam van de heerlijkheid Ydewalle bij zijn naam voegde, de persoonlijke riddertitel ontving, die in 1822 erfelijk werd gemaakt en uitgebreid tot al zijn mannelijke afstammelingen.

## Nakomelingen van Emmanuel-Louis van Outryve d'Ydewalle
- Emmanuel-Louis van Outryve d'Ydewalle trouwde tweemaal en had kinderen uit beide huwelijken.
  - Marie-Thérèse van Outryve d'Ydewalle (1778-1858) x François de Serret.
  - Colette van Outryve d'Ydewalle (1780-1812) x Julien-Emmanuel d'Hanins de Moerkerke (1785-1855), burgemeester van Oostkamp.
  - Anne van Outryve d'Ydewalle (1788-1858) x Jacques de Man (1769-1829).
  - Sophie van Outryve d'Ydewalle (1789-1878) x Edouard de Nieulant.
  - Eugène-Augustin van Outryve d'Ydewalle (1797-1854) x Clémence van Severen.
    - Emilie van Outryve d'Ydewalle (1826-1894) x Jean-Baptiste Bethune.
    - Emmanuel-Henri van Outryve d'Ydewalle (1829-1902), burgemeester van Ruddervoorde.
    - Eugène-Edouard van Outryve d'Ydewalle (1830-1901), burgemeester van Ruddervoorde, x Emma de Serret, xx Laurence de Serret.
      - Paul-Pierre van Outryve d'Ydewalle (1858-1930), burgemeester van Ruddervoorde.
      - Eugène-Marie-Emmanuel (1860-1922) x Jeanne Gosuin.
      - Clément-Paul van Outryve d'Ydewalle (1876-1942) x Madeleine de Thibault de Boesinghe.
        - Suzanne van Outryve d’Ydewalle (1898-1983), x Charles d'Udekem d'Acoz, grootouders van Koningin Mathilde.

    - Charles-Julien van Outryve d'Ydewalle (1840-1876) x Marie Aronio de Romblay.
      - Emmanuel Charles van Outryve d'Ydewalle (1868-1954).
        - Marie-Jeanne van Outryve d'Ydewalle (1900-1993) x Karl van Caloen.
        - Charles d'Ydewalle (1901-1985).
        - Pierre van Outryve d'Ydewalle (1912-1997), gouverneur van West-Vlaanderen.
          - Géry van Outryve d'Ydewalle (1946), hoogleraar faculteit psychologie, Katholieke Universiteit Leuven, vast secretaris van de Koninklijke Vlaamse Academie van België voor Wetenschappen en Kunsten.

      - Stanislas Emmanuel van Outryve d'Ydewalle (1871-1959), burgemeester van Sint-Andries en historicus.
        - Leon van Outryve d'Ydewalle (1907-1996) x Ghislaine de Schietere de Lophem.
        - Jacques van Outryve d'Ydewalle (1909-2002) x Elisabeth Janssens de Bisthoven.
          - Stanislas Louis van Outryve d'Ydewalle (1938), kanunnik en deken van Brugge-stad.

      - André van Outryve d'Ydewalle (1873-1940), burgemeester van Beernem.
        - Hubert van Outryve d'Ydewalle (1909-1945), burgemeester van Beernem.
          - Raynier van Outryve d'Ydewalle (1934-2007), voorzitter Gewestelijke Investeringsmaatschappij (GIMV).
          - Liévin d'Ydewalle (°1937), beeldhouwer.

        - Thierry van Outryve d'Ydewalle (1911-1957) x prinses Helena Obolensky (1916-1996).

  - Adèle van Outryve d'Ydewalle (1798-1822) x Adolphe-Alphonse Goupy de Beauvolers.